# Innocenzo Fraccaroli
Innocenzo Fraccaroli (San Pietro in Cariano, 28 de dezembro de 1805 — Roma, 18 de abril de 1882) foi um escultor italiano.
Seu estilo foi influenciado profundamente por Antonio Canova. Sua obra-prima é considerada o "Aquiles Ferido" (de 1842) (que se encontra na Galleria d'arte moderna em Milão), que lhe rendeu elogios e premiações, além uma canção de ópera dedicada à escultura feita por Giovanni Prati O "O massacre dos inocentes" trabalho encomendado pelo imperador Fernando I da Áustria está exposta no Museu de História da Arte em Viena.

## Biografia
Estudante da Accademia, Fraccaroli foi o vencedor de uma competição de esculturas da Academia Brera em 1829. Esse feito o permitiu a completar seus estudos de 1830 até 1835, em Roma, onde ele conheceu alguns dos grandes escultures da época, como Bertel Thorvaldsen. Retornou a Milão em 1836, depois de um curto período morando em Verona, ele se focou na década de 1840 em características da mitologia grega, adotando um estilo neoclássico sem muita intensidade.
Innocenzo esteve presente em todas as Exposições de Belas Artes de Brera e atingiu sua maturidade na participação da Exposição Universal de Londres em 1851 e Paris em 1855 com uma interpretação alegórica dos ideais do Risorgimento, com a produção de obras de cunho declaradamente patriótico.
Aposentou-se do mundo das artes em 1876, e forneceu ao Museu Cívico de Castelvecchio os modelos de gesso de suas principais obras.

## Principais Obras
- Aquiles ferido
- Aquiles e Penthesilea
- Bergano
- David lançando a funda
- Dédalo arrumando as asas de Ícaro
- Eva depois do pecado
- O Massacre dos Inocentes
- Monumento de Carlos Emanuel II, Duque de Saboia
- Santa Maria Madalena